# Brezar
Brezar je priimek v Sloveniji, ki ga je po podatkih Statističnega urada Republike Slovenije na dan 1. januarja 2010 uporabljalo 245 oseb in je med vsemi priimki po pogostosti uporabe uvrščen na 1.692. mesto.

## Znani nosilci priimka
- Borut Brezar, predsednik Gibanja za dostojno delo in socialno družbo
- Janez Brezar (*1937), športni padalec, inštruktor
- Marijan Brezar (1930/1? - 2022), nogometaš (3-je bratje Brezar - Kranj)
- Mojca Schlamberger Brezar (*1967), jezikoslovka francistka, prevodoslovka, univ. prof.
- Stana Brezar (1916 - 1994), prvoborka/vosovka, pravnica, vrhovna sodnica
- Viktor Brezar, podjetnik in politik
- Vladimir Brezar (*1935), arhitekt, urbanist, publicist, risar/slikar, prof. FA
- Zaš Brezar, krajinski arhitekt, urednik